# ميلتون موريس
ميلتون موريس (بالإنجليزية: Milton Morris)‏ هو سياسي أسترالي، ولد في 2 أبريل 1924 في أستراليا، وتوفي بنفس المكان في 27 فبراير 2019 بسبب الأمراض الدماغية الوعائية. حزبياً، نشط في New South Wales Liberal Party ‏ (1954 – ). وقد انتخب عضو الجمعية التشريعية نيو ساوث ويلز عن دائرة Electoral district of Maitland ‏ (3 مارس 1956 – 29 أغسطس 1980).